# 루이지 사멜레
루이지 사멜레(이탈리아어: Luigi Samele, 1987년 7월 25일~)는 이탈리아의 펜싱 선수로 주 종목은 사브르이다. 그는 2012년 하계 올림픽에 참가했고, 단체전에서 교체요원으로 출전하였다. 유럽선수권과 세계선수권 단체전에서 각각 금메달과 은메달을 획득한 경력이 있다.